# César 1989
Die 14. Verleihung der Césars fand am 4. März 1989 im Théâtre de l’Empire in Paris statt. Präsident der Verleihung war der Schauspieler Peter Ustinov. Ausgestrahlt wurde die Verleihung, die von Michel Drucker, Michel Denisot, Frédéric Mitterrand, Pierre Tchernia, Henri Chapier und Claude Jean-Philippe moderiert wurde, vom öffentlich-rechtlichen Fernsehsender Antenne 2, dem heutigen France 2.
Mit insgesamt zwölf Nominierungen war das Regiedebüt des Kameramanns Bruno Nuytten, Camille Claudel, der meistnominierte Film des Abends. Die Filmbiografie über die Bildhauerin Camille Claudel und ihre Beziehung zu Auguste Rodin konnte am Ende fünf Auszeichnungen, unter anderem als bester Film, für sich verbuchen. Für die Titelrolle gewann Isabelle Adjani ihren dritten César bei ihrer sechsten Nominierung in der Kategorie Beste Hauptdarstellerin. Ihr Leinwandpartner Gérard Depardieu unterlag dagegen Jean-Paul Belmondo, der den Preis als bester Hauptdarsteller für Claude Lelouchs Filmdrama Der Löwe erhielt. In der Kategorie Beste Regie setzte sich Jean-Jacques Annaud mit seinem Film Der Bär gegen Luc Besson, Claude Chabrol, Michel Deville und Claude Miller durch. Devilles neunfach nominierter Film Die Vorleserin konnte sich in der Kategorie Bester Nebendarsteller mit Patrick Chesnais behaupten. Bessons mit acht Nominierungen ebenfalls hochgehandeltes Taucherdrama Im Rausch der Tiefe wurde schließlich in den Kategorien Beste Filmmusik und Bester Ton ausgezeichnet. Die zweitmeisten Auszeichnungen nach Camille Claudel erhielt jedoch Étienne Chatiliez’ Regiedebüt Das Leben ist ein langer, ruhiger Fluß mit vier Siegen, unter anderem als bestes Erstlingswerk und für das beste Drehbuch. Bester ausländischer Film wurde Percy Adlons deutsch-US-amerikanische Culture-Clash-Komödie Out of Rosenheim, die auch mit dem in diesem Jahr einmalig vergebenen Preis für den besten Film der europäischen Gemeinschaft prämiert wurde.

## Gewinner und Nominierungen
| Statistik (Filme mit mehr als einer Nominierung) N=Nominierung; A=Auszeichnung |    |   |
| Film                                                                           | N  | A |
| Camille Claudel                                                                | 12 | 5 |
| Die Vorleserin                                                                 | 9  | 1 |
| Im Rausch der Tiefe                                                            | 8  | 2 |
| Das Leben ist ein langer, ruhiger Fluß                                         | 7  | 4 |
| Der Bär                                                                        | 6  | 2 |
| Die kleine Diebin                                                              | 4  | 1 |
| Nächtliche Sehnsucht – Hemmungslos                                             | 4  | 0 |
| Der Löwe                                                                       | 3  | 1 |
| Eine Frauensache                                                               | 3  | 0 |
| Einige Tage mit mir                                                            | 3  | 0 |
| Out of Rosenheim                                                               | 2  | 2 |
| Chouans! – Revolution und Leidenschaft                                         | 2  | 1 |
| Trois places pour le 26                                                        | 2  | 0 |

### Bester Film (Meilleur film)
Camille Claudel – Regie: Bruno Nuytten
- Im Rausch der Tiefe (Le Grand bleu) – Regie: Luc Besson
- Die Vorleserin (La Lectrice) – Regie: Michel Deville
- Der Bär (L’Ours) – Regie: Jean-Jacques Annaud
- Das Leben ist ein langer, ruhiger Fluß (La Vie est un long fleuve tranquille) – Regie: Étienne Chatiliez

### Beste Regie (Meilleur réalisateur)
Jean-Jacques Annaud – Der Bär (L’Ours)
- Luc Besson – Im Rausch der Tiefe (Le Grand bleu)
- Claude Chabrol – Eine Frauensache (Une affaire de femmes)
- Michel Deville – Die Vorleserin (La Lectrice)
- Claude Miller – Die kleine Diebin (La Petite voleuse)

### Bester Hauptdarsteller (Meilleur acteur)
Jean-Paul Belmondo – Der Löwe (Itinéraire d’un enfant gâté)
- Richard Anconina – Der Löwe (Itinéraire d’un enfant gâté)
- Daniel Auteuil – Einige Tage mit mir (Quelques jours avec moi)
- Jean-Marc Barr – Im Rausch der Tiefe (Le Grand bleu)
- Gérard Depardieu – Camille Claudel

### Beste Hauptdarstellerin (Meilleure actrice)
Isabelle Adjani – Camille Claudel
- Catherine Deneuve – Nächtliche Sehnsucht – Hemmungslos (Drôle d’endroit pour une rencontre)
- Charlotte Gainsbourg – Die kleine Diebin (La Petite voleuse)
- Isabelle Huppert – Eine Frauensache (Une affaire de femmes)
- Miou-Miou – Die Vorleserin (La Lectrice)

### Bester Nebendarsteller (Meilleur acteur dans un second rôle)
Patrick Chesnais – Die Vorleserin (La Lectrice)
- Patrick Bouchitey – Das Leben ist ein langer, ruhiger Fluß (La Vie est un long fleuve tranquille)
- Alain Cuny – Camille Claudel
- Jean-Pierre Marielle – Einige Tage mit mir (Quelques jours avec moi)
- Jean Reno – Im Rausch der Tiefe (Le Grand bleu)

### Beste Nebendarstellerin (Meilleure actrice dans un second rôle)
Hélène Vincent – Das Leben ist ein langer, ruhiger Fluß (La Vie est un long fleuve tranquille)
- María Casarès – Die Vorleserin (La Lectrice)
- Françoise Fabian – Trois places pour le 26
- Dominique Lavanant – Einige Tage mit mir (Quelques jours avec moi)
- Marie Trintignant – Eine Frauensache (Une affaire de femmes)

### Bester Nachwuchsdarsteller (Meilleur jeune espoir masculin)
Stéphane Freiss – Chouans! – Revolution und Leidenschaft (Chouans!)
- Laurent Grévill – Camille Claudel
- Thomas Langmann – Schwellenjahre (Les Années sandwiches)
- François Négret – Lärm und Wut (De bruit et de fureur)

### Beste Nachwuchsdarstellerin (Meilleur jeune espoir féminin)
Catherine Jacob – Das Leben ist ein langer, ruhiger Fluß (La Vie est un long fleuve tranquille)
- Clotilde de Bayser – L’Enfance de l’art
- Nathalie Cardone – Nächtliche Sehnsucht – Hemmungslos (Drôle d’endroit pour une rencontre)
- Ingrid Held – Das ermordete Haus (Maison assassinée)

### Bestes Erstlingswerk (Meilleur premier film)
Das Leben ist ein langer, ruhiger Fluß (La Vie est un long fleuve tranquille) – Regie: Étienne Chatiliez
- Camille Claudel – Regie: Bruno Nuytten
- Chocolat – Verbotene Sehnsucht (Chocolat) – Regie: Claire Denis
- Nächtliche Sehnsucht – Hemmungslos (Drôle d’endroit pour une rencontre) – Regie: François Dupeyron

### Bestes Drehbuch (Meilleur scénario original ou adaptation)
Étienne Chatiliez und Florence Quentin – Das Leben ist ein langer, ruhiger Fluß (La Vie est un long fleuve tranquille)
- Rosalinde Deville und Michel Deville – Die Vorleserin (La Lectrice)
- François Dupeyron und Dominique Faysse – Nächtliche Sehnsucht – Hemmungslos (Drôle d’endroit pour une rencontre)
- François Truffaut, Annie Miller, Claude de Givray und Luc Béraud – Die kleine Diebin (La Petite voleuse)

### Beste Filmmusik (Meilleure musique écrite pour un film)
Éric Serra – Im Rausch der Tiefe (Le Grand bleu)
- Francis Lai – Der Löwe (Itinéraire d’un enfant gâté)
- Gabriel Yared – Camille Claudel

### Bestes Szenenbild (Meilleurs décors)
Bernard Vézat – Camille Claudel
- Bernard Evein – Trois places pour le 26
- Thierry Leproust – Die Vorleserin (La Lectrice)

### Beste Kostüme (Meilleurs costumes)
Dominique Borg – Camille Claudel
- Yvonne Sassinot de Nesle – Chouans! – Revolution und Leidenschaft (Chouans!)
- Elisabeth Tavernier – Das Leben ist ein langer, ruhiger Fluß (La Vie est un long fleuve tranquille)

### Beste Kamera (Meilleure photographie)
Pierre Lhomme – Camille Claudel
- Philippe Rousselot – Der Bär (L’Ours)
- Carlo Varini – Im Rausch der Tiefe (Le Grand bleu)

### Bester Ton (Meilleur son)
François Groult, Gérard Lamps und Pierre Befve – Im Rausch der Tiefe (Le Grand bleu)
- Dominique Hennequin, François Groult und Guillaume Sciama – Camille Claudel
- Claude Villand, Laurent Quaglio und Bernard Leroux – Der Bär (L’Ours)

### Bester Schnitt (Meilleur montage)
Noëlle Boisson – Der Bär (L’Ours)
- Raymonde Guyot – Die Vorleserin (La Lectrice)
- Jeanne Kef und Joëlle Hache – Camille Claudel

### Bester Kurzfilm (Meilleur court métrage de fiction)
Lamento – Regie: François Dupeyron
- New York 1935 – Regie: Michèle Ferrand-Lafaye
- Big Bang – Regie: Eric Woreth
- Une femme pour l’hiver – Regie: Manuel Flèche

### Bester animierter Kurzfilm (Meilleur court métrage d’animation)
L’Escalier chimérique – Regie: Daniel Guyonnet
- La Princesse des diamants – Regie: Michel Ocelot
- Le Travail du fer – Regie: Celia Canning, Néry Catineau

### Bester dokumentarischer Kurzfilm (Meilleur court métrage documentaire)
Chet’s Romance – Regie: Bertrand Fèvre
- Devant le mur – Regie: Daisy Lamothe
- Classified People – Regie: Yolande Zauberman

### Bestes Filmplakat (Meilleure affiche)
Annie Miller, Luc Roux und Stéphane Bielikoff – Die kleine Diebin (La Petite voleuse)
- Benjamin Baltimore – Die Vorleserin (La Lectrice)
- Anabi Leclerc und Daniel Palestrani – Ein turbulentes Wochenende (Les Saisons du plaisir)
- Malinovski – Im Rausch der Tiefe (Le Grand bleu)
- Christian Blondel – Der Bär (L’Ours)

### Bester Film der europäischen Gemeinschaft (Meilleur film de l’Europe communautaire)
Out of Rosenheim, Deutschland/USA  – Regie: Percy Adlon
- Pelle, der Eroberer (Pelle erobreren), Dänemark/Schweden – Regie: Bille August
- Babettes Fest (Babettes gæstebud), Dänemark – Regie: Gabriel Axel
- Entfernte Stimmen – Stilleben (Distant Voices, Still Lives), Großbritannien – Regie: Terence Davies

### Bester ausländischer Film (Meilleur film étranger)
Out of Rosenheim, Deutschland/USA – Regie: Percy Adlon
- Bird, USA – Regie: Clint Eastwood
- Salaam Bombay!, Großbritannien/Indien/Frankreich – Regie: Mira Nair
- Falsches Spiel mit Roger Rabbit (Who Framed Roger Rabbit), USA – Regie: Robert Zemeckis

## Ehrenpreis (César d’honneur)
- Bernard Blier, französischer Schauspieler
- Paul Grimault, französischer Animator und Regisseur